# Rombas
Rombas (tyska: Rombach) är en kommun i departementet Moselle i regionen Grand Est (tidigare regionen Lorraine) i nordöstra Frankrike. Kommunen ligger i kantonen Rombas som tillhör arrondissementet Metz-Campagne. År 2022 hade Rombas 9 534 invånare.

## Befolkningsutveckling
Antalet invånare i kommunen Rombas
| Referens: INSEE |